# Pitons du Carbet
Os Pitons du Carbet é uma cadeia de montanhas de origem vulcânica no norte da Martinica.

## Geografia

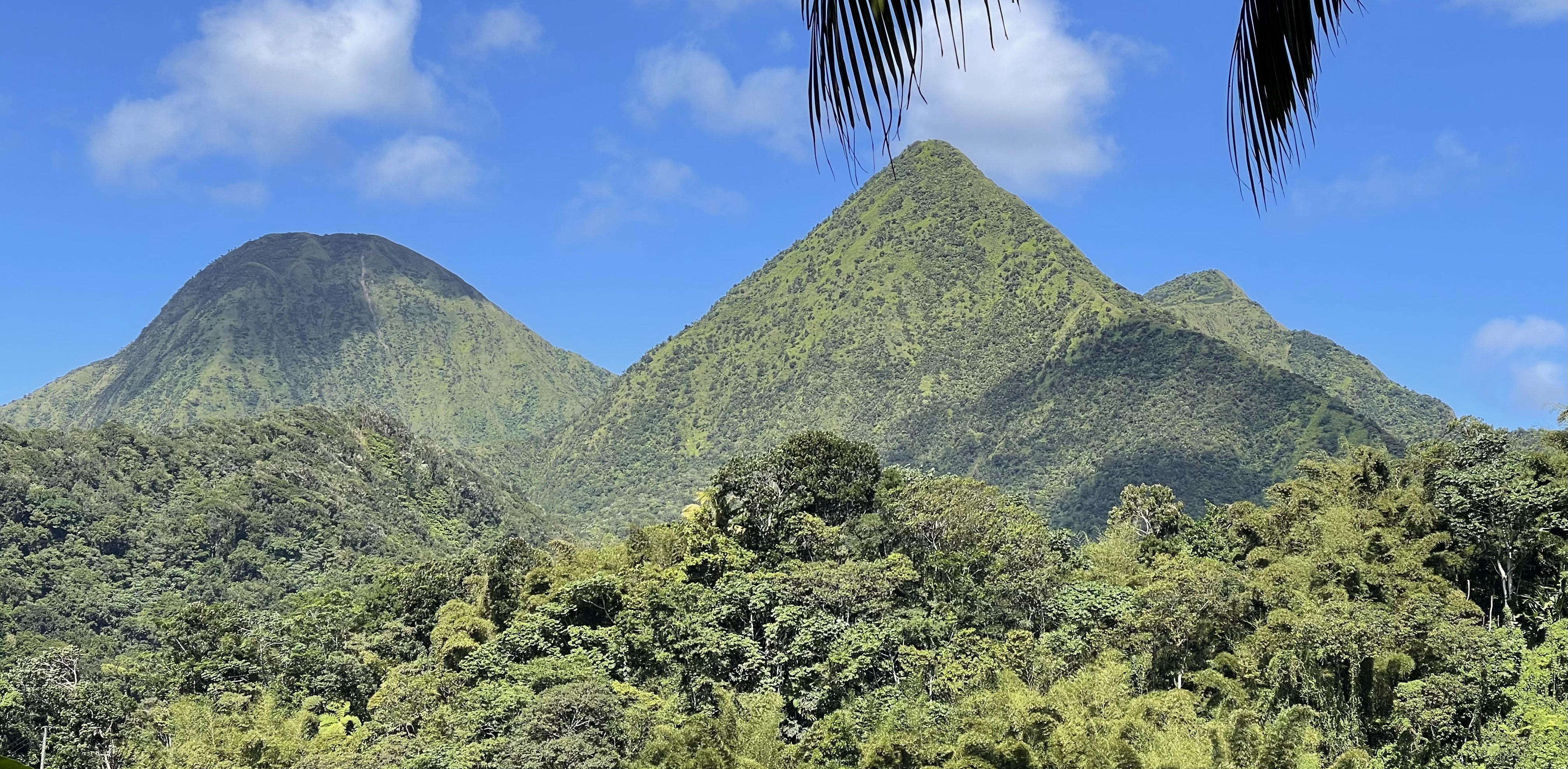
Piton Dumauzé e Piton Lacroix vistos do jardim Balata.

Os Pitons du Carbet formam um grupo de domos e picos de andesito que resultam do vulcanismo da zona de subducção das Antilhas. Eles foram colocados em uma área desmoronada do antigo vulcão escudo Morne Jacob . A rocha contém cristais de quartzo, biotita, anfibólio e plagioclásio. Os depósitos de cinzas e blocos no sopé dos picos demonstram que a sua instalação não foi isenta de problemas e que estes ou parte deles ruíram várias vezes ao longo da sua história . De acordo com as datações mais recentes, os pitões têm entre um milhão e  , o que é relativamente jovem na escala de tempo geológico. No entanto, elas são mais antigas que o Monte Pelée, localizado mais ao norte.
Os diferentes picos estão agrupados em um espaço relativamente pequeno. O pico mais alto é o Piton Lacroix, que atinge uma altitude de 1 197 m.. Outros picos importantes são Morne Piquet (1 160 m., ao norte), Piton Dumauzé (1 112 m.) e Piton de l'Alma (1 107 m.). Escalar esses picos é possível, mas deve ser reservado para caminhantes muito experientes devido às encostas muito íngremes e às trilhas escorregadias devido à extrema umidade do clima (rotas de Morne-Vert no oeste ou de Absalon no leste).

## Proteção do património
Os pitons do norte da Martinica, assim como os vulcões e florestas do Monte Pelée, fazem parte do Parque Natural Regional da Martinica, criado em 1976, e estão classificados como Património Mundial da UNESCO desde em 16 de setembro de 2023.